# Charles Lyman

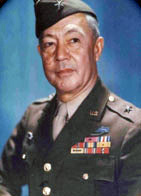
Brigadegeneral Charles B. Lyman (1946)

Charles Reed Bishop Lyman (* 20. August 1888 in Kukaiau Hamakua, Hawaii; † 15. April 1981 in Pennsbury, Pennsylvania) war ein US-amerikanischer Brigadegeneral, der als Kommandeur während des Zweiten Weltkrieges im Pazifikkrieg diente.

## Leben
Lyman, Sohn des Missionars Rufus Anderson Lyman, trat in die US Army ein und schloss 1913 seine militärische Ausbildung an der US Military Academy in Westpoint ab. Während des Ersten Weltkrieges diente er als Offizier bei der Infanterie.
Nach dem Angriff auf Pearl Harbor am 7. Dezember 1941 wurde er für die Umsetzung des Kriegsrechts verantwortlicher Kommandant auf den Hawaii-Inseln. Später nahm er am Pazifikkrieg teil und diente unter anderem bei der Operation Reckless auf Neuguinea, der Schlacht um Leyte und der Schlacht um Luzon.
1944 wurde er Brigadegeneral und Kommandeur der Kampftruppen der 32. US-Infanteriedivision. Lyman war nach seinem älteren Bruder Albert Kuali Lyman der zweite Hawaiianer, der zum Brigadegeneral der US Army befördert wurde. Nach der Kapitulation Japans im August 1945 nahm er an der Unterzeichnung der Kapitulation Yamashita Tomoyukis in Baguio teil.
1946 wurde er in den Ruhestand verabschiedet und gründete danach die Maui Meadow Farm, einen Pferdezuchtbetrieb in Pennsylvania. Er wurde auf dem Nationalfriedhof Arlington beigesetzt.